# Савка Мар'яна Орестівна
Мар'яна Орестівна Савка (нар. 21 лютого 1973, Копичинці, Тернопільська область) — українська поетеса,  письменниця, літературознавиця, публіцистка, головна редакторка і співзасновниця «Видавництва Старого Лева», перекладачка, громадська діячка, волонтерка. Член Українського ПЕН. Лідерка Тріо Мар'яничі. Ведуча авторської програми на Youtube-каналі свого гурту Мар'яничі на ніч.

## Біографія
Народилася в родині театрального режисера, актора, громадського й культурного діяча Ореста Савки та вчительки музичного мистецтва Ірини Савки. У юності захоплювалася співом і театром. Закінчила Львівський державний університет ім. Івана Франка, факультет української філології. У студентські роки належала до жіночого літературного угруповання ММЮННА ТУГА (за першими літерами імен: Мар'яна Савка, Маріанна Кіяновська, Юлія Міщенко, Наталка Сняданко, Наталя Томків і Анна Середа; ТУГА — «Товариство усамітнених графоманок»).
Закінчила театральну студію при Львівському театрі ім. Леся Курбаса. Працювала молодшим науковим співробітником Центру періодики Львівської наукової бібліотеки імені Василя Стефаника, а також літературним редактором та культурним оглядачем щоденної газети «Поступ».
13 грудня 2001 року разом з тодішнім чоловіком Юрієм Богдановичем Чопиком заснувала у Львові книжкове видавництво «Видавництво Старого Лева».
Живе у Львові. Одружена вдруге (чоловік: Шейко Микола Іванович), має сина Северина, хресний батько перекладач, співак Віктор Морозов.

## Творчість

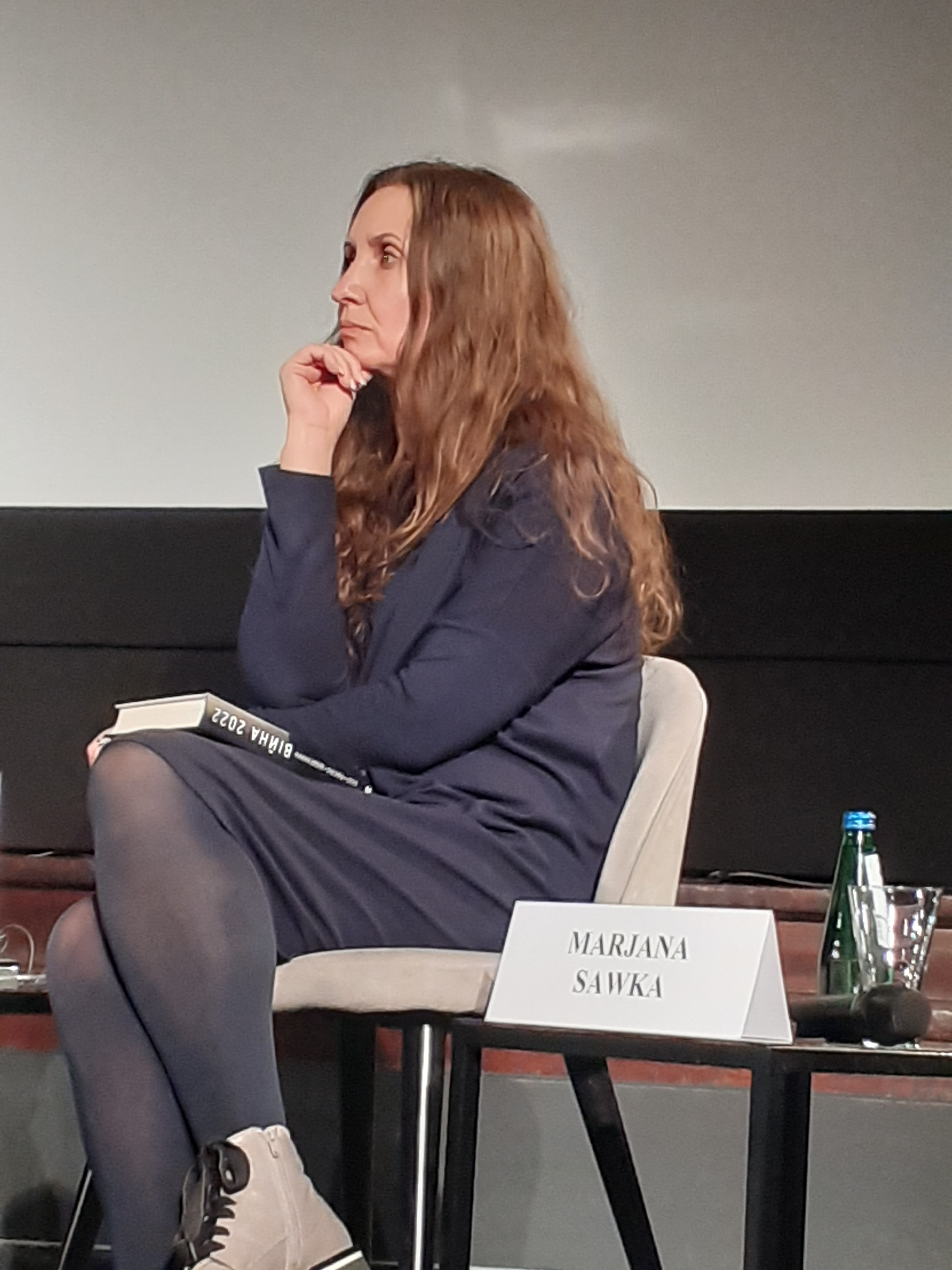
Мар'яна Савка під час зустрічі в рамках заходу "Правдиві слова. Нова українська культура" у варшавському кінотеатрі "Культура".

У творчому доробку письменниці поетичні збірки «Оголені русла» (1995), «Малюнки на камені» (1998), «Гірка мандрагора» (2002) — лауреат IX Форуму видавців у Львові, «Кохання і війна» — у співавторстві з Маріанною Кіяновською (2002), «Квіти цмину» (2006), «Бостон-джаз» (2008), «Тінь Риби» (2010), «Пора плодів і квітів» (2013), «Оптика Бога» (2019), «Радуйся, жінко!» (2021), а також монографічне дослідження «Українська еміграційна преса у Чехословацькій Республіці (20–30-ті рр. XX ст.)» (2002).
Автор кількох книжок для дітей — «Чи є в бабуїна бабуся?» (2003), книжка-картонка «Лапи і хвости» (2005), «Казка про Старого Лева» (2011), «Босоніжки для стоніжки» (2015), книжка-картонка «На болоті» (2015), «Тихі віршики на зиму» (2015), «Залізницею додому» (2022).
Восени 2023 року вийшла друком дебюна прозова книги Мар'яни Савки — збірка оповідань «Люди на каві» .
Поезія друкувалася в таких літературних журналах та альманахах: «Сучасність» (Київ), «Світовид» (Київ — Нью-Йорк), «Кур'єр Кривбасу» (Кривий Ріг), «Четвер» (Івано-Франківськ; Львів), «Плерома» (Івано-Франківськ), «Nemunas» (Вільнюс), «Королівський ліс» (Львів), «The Ukrainian Quarterly» (New York) та ін. Присутня в кількох поетичних антологіях, зокрема в антології одинадцяти поеток «Ми і Вона» та антології «Метаморфози. Десять найкращих українських поетів останніх десятих років».
Поезія Мар'яни Савки перекладена польською, англійською, білоруською, російською, литовською, німецькою, португальською мовами. Збірка «Оптика Бога» в оформленні творчої майстерні «Аґра́фка» отримала золото у номінації «Книга і видавнича ілюстрація» на головному щорічному європейському конкурсі у галузі комунікаційного дизайну European Design Awards (ED-Awards).

## «12 неймовірних жінок»
У лютому 2016 Мар'яна Савка ініціювала проєкт «12 неймовірних жінок про цінності, які творять людину». Це цикл з 12-ти публічних інтерв'ю (щомісяця по одному інтерв'ю в одній і тій самій локації — у львівській «Копальні кави») з цікавими і впливовими українськими жінками, які «є моральними авторитетами, а ще людьми, які свої слова підтримують діями». Кожна розмова була присвячена певній цінності: рівність, незалежність, толерантність, вдячність, милосердя, свобода тощо. Метою проєкту було не лише озвучити важливі та болісні для суспільства теми, але й зібрати кошти для ремонту і облаштування дитячої кімнати освіти і відпочинку у львівському Охматдиті.
Серед запрошених до проєкту жінок — Ольга Герасим'юк, Зоя Казанжи, Ірина Снітинська, Лариса Денисенко, Юлія Міщенко, Ірина Подоляк, Людмила Зубко, Олександра Коваль, Олександра Бакланова, Ірма Вітовська, Соломія Чубай, Наталя Іваничук.
Навесні 2017 року світ побачила книжка «12 неймовірних жінок про цінності, які творять людину», яка стала підсумком публічних розмов.

## «То є Львів: колекція міських історій»
У 2017 році у «Видавництві Старого Лева» вийшла збірка «То є Львів: колекція міських історій» — авторський проєкт Мар'яни Савки, що вміщує 23 розповіді відомих українських письменників та культурних діячів про місто Лева. До збірки увійшли есеї Юрія Андруховича, Костянтина Москальця, Віктора Морозова, Галини Вдовиченко, Олександри Коваль, Ольги Герасим'юк, Маріанни Кіяновської, Павла Табакова, Ірени Карпи, Оксани Забужко та ін.
Мар'яна Савка: «Місто Лева тче собі неймовірно складний і кольоровий килим із безконечних ниточок-сюжетів — смішних, драматичних, трагічних. Його оспівують, увічнюють у картинах, піснях, романах, поезіях, світлинах, фільмах. У нього закохуються, його ревнують, зраджують, кидають, намагаються забути, до Львова повертаються чи утікають з нього назавжди. Когось місто ковтає, когось виштовхує, як корок. Для декого це місто красивої старовини, кави і джазу, а для мене Львів — місто моїх людей».
У дизайні обкладинки використана картина львівського художника Леся Панчишина, намальована на одній із львівських стін.

## «Мар'яничі на ніч»
У січні 2021 Мар'яна Савка запустила на YouTube-каналі Тріо «Мар'яничі» авторську програму «Мар'яничі на ніч». Щодругої п'ятниці о 20:00 на віллі «Шафран» письменниця спілкується з митцями, музикантами й авторами на актуальні теми. Особливістю шоу є музичні імпровізації гітариста Сергія Гуріна і піаніста Юрка Романіва та пісня від тріо в подарунок кожному гостеві.
Вечірню програму Мар'яни Савки вже відвідали: Роман Коляда, Галина Вдовиченко, Славко Нудик, Олена Даць, Юрко Іздрик, Майк Кауфман-Портніков.

## Мюзикл «Пиши листи до Миколая»
У грудні 2023 року у Львові відбулася прем'єра мюзиклу для всієї родини «Пиши листи до Миколая», слова і музику до якого написала Мар'яна Савка .
У виставі взяло участь 170 учасників: Академічний симфонічний оркестр INSO-Lviv, Національна хорова капела «Дударик», солісти, актори і, звісно ж, сама Мар'яна Савка.

## Досягнення
Двічі потрапляла до списку «100 найвпливовіших жінок України» за версією журналу «Фокус». У 2016 році увійшла до рейтингу «40 особистостей, які змінюють країну» за версією провідного ділового щотижневика «БІЗНЕС».
У 2017 році перемогла в номінації «Обличчя Львова» щорічної премії «BOOM AWARDS 2017». У цьому ж році стала посланцем доброї волі ООН в Україні та провела ряд лекцій у рамках цієї програми. Лекції супроводжувала пісочна анімація від художниці Тетяни Гавриленко.
У 2018 році увійшла до рейтингу «Топ-100 успішних жінок України» за версією журналу «Новое Время».
У 2021 році увійшла до рейтингу «Топ-100 успішних жінок України» у категорії «Культура, медіа» за версією журналу «Новое Время».
У квітні 2023 року стала однією з 50 українських жінок, завдяки яким країна тримається гідно в економіці, волонтерстві, науці, мистецтві та на війні – за версією Forbes Україна.

## Нагороди
- Всеукраїнська літературно-мистецька премія імені Братів Богдана та Левка Лепких (2022) — за серію літературознавчих праць, книги поезій для дітей та дорослих[20].
- лауреат І премії видавництва «Смолоскип» (1998) та Міжнародної журналістської премії ім. Василя Стуса (2003) — за книги поезій.

Учасник міжнародної літературної програми Центру Вільяма Джойнера (Бостон, 2007) та програми MAPA (Moving Academy for Performing Art). 
У 2012 році «Казка про Старого Лева» потрапила до одного з найпрестижніших світових каталогів дитячих книжок «Білі круки» (The White Ravens). 
Книга «Босоніжки для стоніжки» (вірші для малят) стала Лідером літа у номінації «Дитяче свято» за версією Всеукраїнського рейтингу «Книжка року'2015» та увійшла до щорічного книжкового «Рейтингу критика» в номінації «Поезія».

## Аудіозаписи творів
- Мар'яна Савка. «Часу не проминути…»: https://www.youtube.com/watch?v=Jvpg9wbBMio